# Cakile edentula subsp. edentula
Cakile edentula subsp. edentula é uma subespécie de planta com flor pertencente à família Brassicaceae. 
A autoridade científica da subespécie é Fernald, tendo sido publicada em Revista de la Facultad de Ciencias Naturales de Salta 24: 23. 1922.

## Portugal
Trata-se de uma subespécie presente no território português, nomeadamente no Arquipélago dos Açores.
Em termos de naturalidade é introduzida na região atrás indicada.

## Protecção
Não se encontra protegida por legislação portuguesa ou da Comunidade Europeia.